# هاري ونايت (مهندس)
هاري ونايت (بالإنجليزية: Harry Knight) هو مهندس أمريكي، ولد في 6 أغسطس 1889 في جونزبورو في الولايات المتحدة، وتوفي في 4 يوليو 1913.